# Kiriłł Szczołkin
Kiriłł Iwanowicz Szczołkin (ros. Кири́лл Ива́нович Щёлкин, ur. 4 maja?/17 maja 1911 w Tyflisie, zm. 8 listopada 1968 w Moskwie) – kierownik naukowy i główny konstruktor centrum atomowego Czelabińsk-70 (Snieżynsk), trzykrotny Bohater Pracy Socjalistycznej (1949, 1951 i 1954).

## Życiorys
W 1918 wraz z rodziną przeniósł się do guberni smoleńskiej, a w 1924 na Krym, gdzie uczył się w szkole i pracował w sowchozie, a 1928-1932 studiował na Wydziale Fizyczno-Technologicznym Krymskiego Instytutu Pedagogicznego i jednocześnie pracował jako pomocnik kierownika stacji doświadczalnej Akademii Nauk ZSRR. Po ukończeniu instytutu pracował jako laborant w Instytucie Fizyki Chemicznej w Leningradzie, 1938 obronił pracę kandydacką, w marcu 1939 został starszym pracownikiem naukowym. W 1940 otworzył przewód doktorski, w lipcu 1941 dobrowolnie wstąpił do komunistycznego batalionu, brał udział w walkach na przedpolach Moskwy i pod Leningradem, w styczniu 1942 został odwołany z frontu i skierowany do pracy naukowej w Instytucie Fizyki Chemicznej ewakuowanego z Leningradu do Kazania, a jesienią 1943 przeniesionego do Moskwy. W 1944 został kierownikiem laboratorium, w listopadzie 1946 obronił pracę doktorską, od 1947 pracował w Biurze Konstruktorskim KB-11 w mieście Arzamas-16 (obecnie Sarow) jako zastępca głównego konstruktora i kierownika naukowego. Od kwietnia 1947 brał udział w posiedzeniach Specjalnego Komitetu nr 1 przy Radzie Ministrów ZSRR pod kierownictwem Borisa Wannikowa związanych z tworzeniem radzieckiej broni atomowej, uczestniczył w pracach i w detonacji pierwszej radzieckiej bomby atomowej 29 sierpnia 1949 oraz w pracach nad pierwszą radziecką bombą wodorową. W 1953 został członkiem korespondentem Akademii Nauk ZSRR, od 1955 pracował jako główny konstruktor i kierownik naukowy w Instytucie Naukowo-Badawczym nr 1011, w którym 1957 przetestowano pierwsze ładunki termojądrowe. Zajmował się również popularyzacją nauki. W 1963 opublikował monografię o gazodynamice spalania, a w 1956 książkę o fizyce atomu. Na jego cześć jedno z miast na Krymie nazwano Szczołkino. Został pochowany na Cmentarzu Nowodziewiczym.

## Odznaczenia i nagrody
- Złoty Medal „Sierp i Młot” Bohatera Pracy Socjalistycznej (trzykrotnie – 29 października 1949, 8 grudnia 1951 i 4 stycznia 1954)
- Order Lenina (czterokrotnie)
- Order Czerwonego Sztandaru Pracy
- Order Czerwonej Gwiazdy
- Nagroda Leninowska (1958)
- Nagroda Stalinowska (trzykrotnie – 1959, 1951 i 1954)

I medale.